# Marx Schinnagl
Marx Schinnagl (* 10. Oktober 1612; † Juli 1681), eigentlich Markus Schinnagl, war Münchner kurfürstlicher Hofbaumeister, Nachfolger von Hans Konrad Asper.

## Leben
Schinnagl war Sohn eines Münchner Schreiners. Der junge Schinnagl fand in diesem Beruf früh ebenfalls eine Beschäftigung am Hof. Bereits 1630 war er an der Ausstattung der Hofkapelle beteiligt, wechselte 1635 zum Hofbauamt und wurde 1654 zum Hofbaumeister ernannt. Ab 1675 führte er zusätzlich den Titel Hofbrunnenmeister. Schinnagl, obwohl Hofbaumeister, wird ansonsten ab 1663 für die Neubauten der Kurfürstin Henriette Adelheid von Savoyen völlig ausgeschaltet, sie findet einheimische Fachkräfte für ihre Bauvorhaben ungenügend ausgebildet. Neben seiner Tätigkeit für das Hofbauamt war er auch weiterhin immer wieder als Schreiner tätig.
Sein Nachfolger als Hofbaumeister wurde 1681 sein Sohn Franz Schinnagl, der aber bereits 1685 wieder durch Giovanni Antonio Viscardi abgelöst wurde.

## Bauwerke

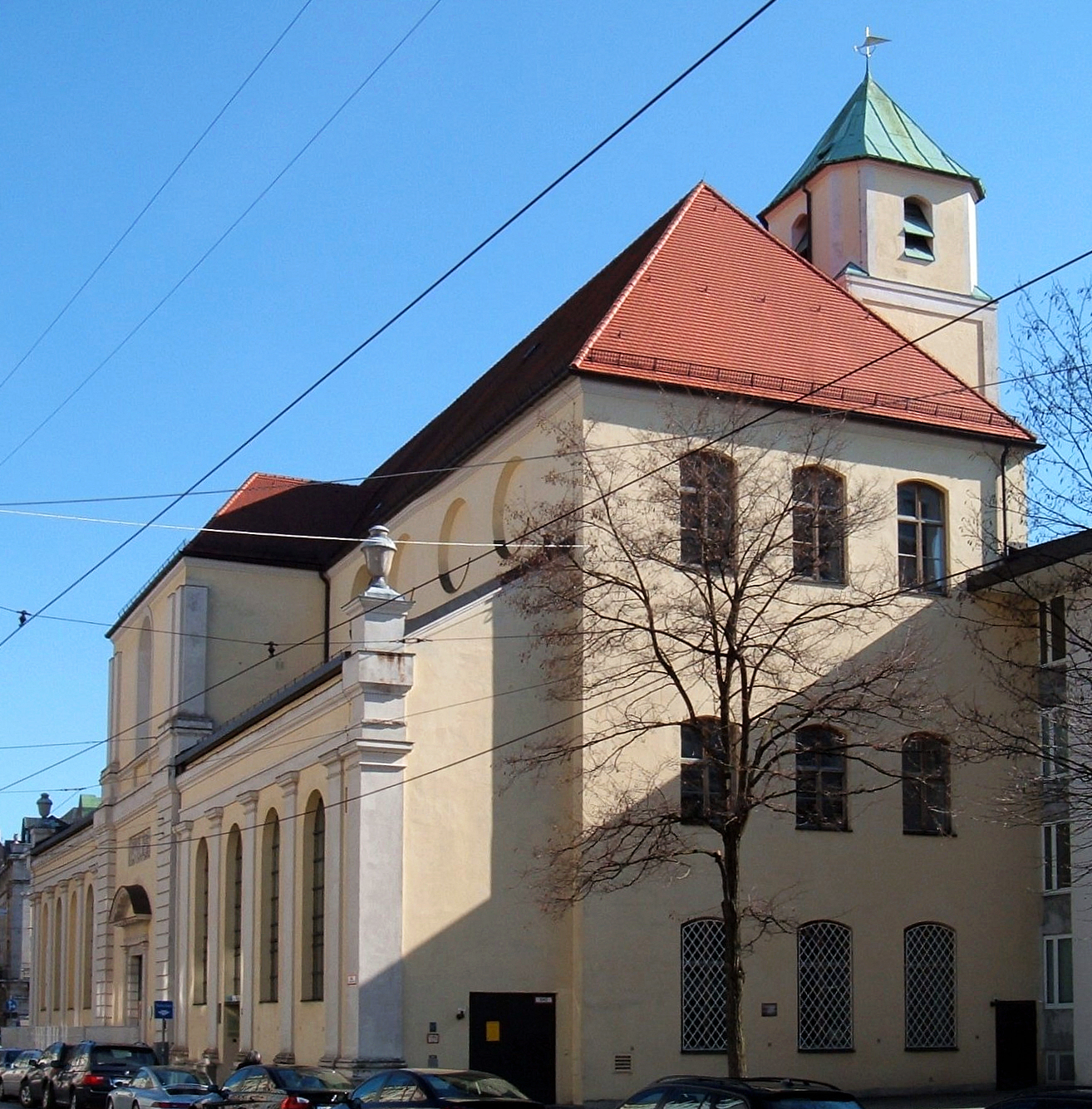
Die ehemalige Karmelitenkirche in München

- 1651–1654 Beteiligung am Umbau eines alten Kornspeichers zum Salvatortheater in München (1802 abgebrochen)
- 1654–1660 Karmelitenkirche in München, angeblich[4] nach Plänen von Hans Konrad Asper[5] („als erste Barockkirche Münchens“[6])
- 1660 Turnierhaus („riesig“) an der Westseite des Hofgartens in München[7] (1825 abgebrochen und an anderer Stelle durch den Marstall ersetzt)[8][9]
- 1662–1664 Pläne für den Bau des Jesuitenkollegs in Burghausen[10][11]
- 1670 Pläne für den Wiederaufbau der Klausur von Kloster Andechs, die von dem Hofmaurermeister Kaspar Zuccalli mit seinem Bautrupp umgesetzt wurden[12]

## Schreinerarbeiten
- 1637 Beteiligung (mit Schreinerarbeiten) an der Umarbeitung eines indischen Schatzkästchens, das heute in der Schatzkammer der Münchner Residenz aufbewahrt wird[13]
- 1645 Entwurf des Tabernakels für das Gnadenbild in der Heiligen Kapelle in Altötting[14]
- 1645–1676 Kreuzaltar (1645) und vier(?) weitere Altäre (zugeschrieben) für die Kirche St. Peter in München[15]
- 1679 Entwürfe für den oberen Hochaltar der Klosterkirche Andechs nach dem Brand von 1669[16]